# François-Marie-Benjamin Richard de la Vergne
François-Marie-Benjamin Richard de la Vergne (nascido em 1 de março de 1819 em Nantes - 28 de janeiro de 1908 em Paris) foi um clérigo católico romano francês. De 1886 até sua morte, ele foi arcebispo de Paris e cardeal desde 1889.

## Vida
Richard veio de uma família da pequena nobreza da Vendée. Era o mais novo dos onze filhos de Louis François Richard de la Vergne, um médico, conselheiro municipal de Nantes, da nobreza rural de Marches da Bretanha, e Marie Genevieve Rosalie Poupard.
O menino recebeu suas lições de professores particulares, no castelo de sua família próximo a Boussay. Em 1841, entrou no Seminário São Sulpício em Paris para completar seus estudos. Foi ordenado sacerdote em 21 de dezembro de 1844, na Igreja de São Sulpício, pelo arcebispo Denis Auguste Affre. Entre 1845-1846, Richard de la Vergne então trabalhou na diocese de Nantes no ministério pastoral.
Foi enviado a Roma para estudos posteriores, 1846-1849. Retornou à sua diocese e foi nomeado cônego honorário do capítulo da catedral e foi secretário do bispo Antoine Jacquemet, 1849-1850; nomeado vigário geral da diocese em 1º de agosto de 1850; ocupou o cargo até 1869, com a morte do bispo. Dedicou-se a obras populares com os fiéis e missões diocesanas.
Em 22 de dezembro de 1871, Richard de la Vergne foi confirmado bispo de Belley pelo papa Pio IX. Recebeu sua ordenação episcopal em 11 de fevereiro de 1872, na Igreja do Sacré-Coeur em Paris, pelo arcebispo Joseph Hippolyte Guibert, assistido por Pierre de Langalerie, arcebispo de Auch, e por Félix Fournier, bispo de Nantes.
Como bispo de Belley, ele iniciou o processo de beatificação do pároco de Ars, João Maria Vianney.
Em 5 de julho de 1875, Mons. Richard foi confirmado pelo papa como Arcebispo Coadjutor de Paris e Arcebispo Titular de Larissa na Tessália; mantendo a administração apostólica de Belley. Após a morte do arcebispo Guiberts, ele se tornou seu sucessor na sé metropolitana de Paris, 8 de julho de 1887.
No consistório de 24 de maio de 1889, o Papa Leão XIII elevou o Arcebispo Richard a Cardeal, com a igreja titular de Santa Maria in Via em 30 de dezembro do mesmo ano. Como tal, participou do conclave de 1903, que escolheu Pio X.
Em 1901, iniciou o processo de criação de um tribunal eclesiástico cuja missão era investigar a causa dos mártires de setembro de 1792 (3 bispos, 183 sacerdotes e 5 leigos), causa que posteriormente levaria à sua beatificação em 1926.
Politicamente, o governo de Richard foi marcado pelo conflito entre partidários e oponentes da Terceira República. Pessoalmente bastante monarquista, ele seguiu a linha de despolarização (ralliement) de Leão XIII da igreja francesa com sua encíclica Au milieu des sollicitudes de 1892. No entanto, todas as tentativas de colmatar a lacuna entre a reação de motivação religiosa e o secularismo falharam, e Richard viu que, apesar dos seus repetidos protestos, todas as comunidades religiosas foram banidas em França em 1903 e a lei que separa a Igreja do Estado foi aprovada em 1905. Em 1906, ele teve que deixar o Palácio Arquiepiscopal em Paris.
Na teologia, durante o mandato de Richard, a disputa modernista se intensificou sobre o método histórico-crítico na interpretação bíblica e suas consequências para a doutrina da igreja. Alfred Loisy, o líder "modernista" francês que por isso teve que comparecer várias vezes ao Cardeal Richard, experimentou-o como uma pessoa de "fé de granito", intocado por qualquer dúvida, hostil a quaisquer pensamentos pessoais, que foi além das fórmulas de ensino tradicional mas também como gentil e lutando pela justiça.
François-Marie-Benjamin Richard de la Vergne morreu com quase 89 anos, de congestão dos pulmões após uma curta doença, em Paris. Ele foi exposto e enterrado na catedral de Notre-Dame. Em 3 de julho de 1925, seus restos mortais foram transferidos para a cripta da Basílica de Sacré-Cœur, em Montmartre.